# 魚寮遺址
魚寮遺址是臺灣的考古遺址，出土於嘉義縣太保市，為新石器時代晚期的代表。自2009年6月3日公告後，現已依《文化資產保存法》指定為縣定遺址保留，並由嘉義縣政府管理。將白鴿厝小段等14筆土地，東西長560公尺，南北寬560公尺，共計313,600平方公尺之面積，採縣定遺址對魚寮遺址保存。

## 簡介
魚寮遺址約於1940年前後由嘉義農學校教諭吉田茂所發現，並首見於鹿野忠雄在《東南亞細亞民族學先史學研究》中對該遺址命名為「魚寮型遺址」。但此遺址自發現後未受到當局政府重視，直到2003年，高鐵大道開挖，且太保市公所有意建造納骨塔，才引起當地居民關注，並開始一連串保護遺址行動，遺址才獲得中華民國政府的保留。

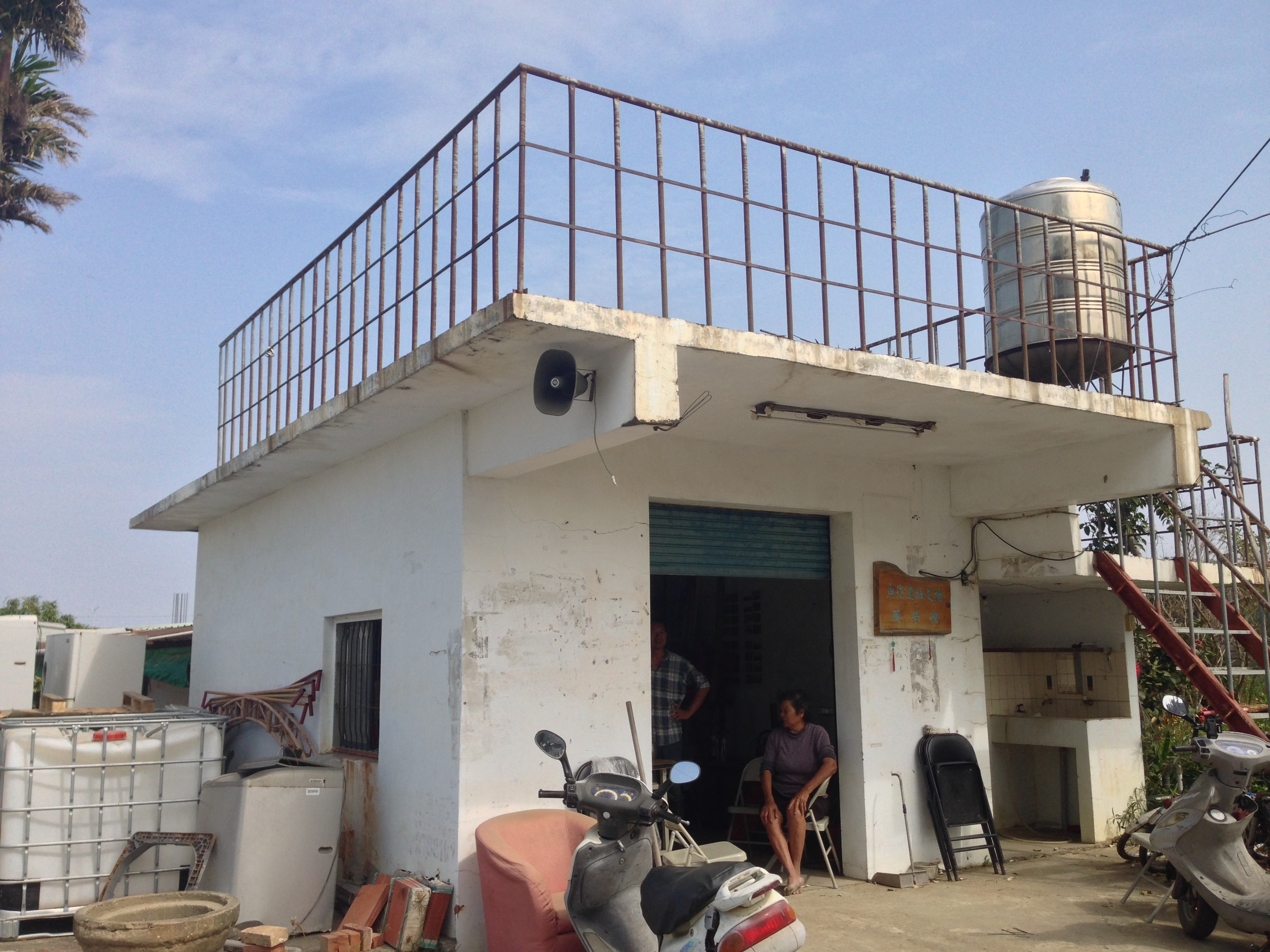
魚寮遺址願景館

魚寮遺址包含兩層不同時代的史前文化：下層為繩紋紅陶文化牛稠子類型，上層的史前文化為大湖文化魚寮類型，尤其在魚寮遺址是嘉義平原最早發現的史前遺址之一，能夠代表嘉義平原在新石器時代晚期的文化樣貌。遺址目前種植甘蔗，大部分區域保存良好。
魚寮遺址出土的文化遺物種類有石器與陶器兩類，其中最具代表性的為：魚寮遺址出土高腹圜底罐與魚寮遺址出土球形豆，目前收藏在臺灣國立自然科學博物館。高腹圜底罐功能可能為儲存，此類陶罐在其他考古遺址極少發現。球形豆為特殊罕見的陶器，其功能可能為祭祀用品，目前只在此遺址發現過。